# Rana uenoi
Rana uenoi es una especie de anfibio anuro de la familia Ranidae.

## Distribución geográfica
Esta especie se encuentra en:
- la isla de Tsushima en Japón;
- la península coreana.[2]

Habita a 160 m sobre el nivel del mar.

## Publicación original
- Matsui, 2014 : Description of a new Brown Frog from Tsushima Island, Japan (Anura: Ranidae: Rana). Zoological Science, Tokyo, vol. 31, p. 613–620.[3]